# もりまちちはら台モール
もりまちちはら台モール（もりまちちはらだいもーる）は、千葉県市原市ちはら台南にある商業施設。運営は株式会社新昭和。

## 概要
市原市北部に位置するちはら台地区（千原台ニュータウン）の中央部にある大規模小売店舗である。2020年（令和2年）2月22日に設置、同年4月22日より順次営業を開始している。テナントとして入居しているヨークフーズはこの店舗が一号店である。

## 沿革
- 2020年（令和2年）
  - 2月22日 - 新設[1]。
  - 4月22日 - テナントのドラッグストアマツモトキヨシちはら台モール店の営業開始を皮切りに順次営業開始[1]。

## 施設とサービス

### 敷地・建物
敷地と建物の詳細は以下の通りである。
- 敷地面積：55,098.53m2
- 用途地域：近隣商業地域
- 建築面積：11,059.09m2
- 延床面積：12,037.98m2
- 店舗面積：6,165m2

### 店舗
以下の店舗が存在する。
| テナント                                   | 営業時間      | 営業開始日               | 備考 |
| ------------------------------------------ | ------------- | ------------------------ | ---- |
| ヨークフーズちはら台店                     | 9:00 - 21:30  | 2020年（令和2年）5月     |      |
| マツモトキヨシちはら台モール店             | 9:00 - 21:30  | 2020年（令和2年）4月22日 |      |
| Seriaもりまちちはら台モール店              | 10:00 - 20:00 | 2020年（令和2年）4月30日 |      |
| ファッション市場サンキちはら台店           | 10:00-19:00   | 2020年（令和2年）4月25日 |      |
| スターバックスコーヒーちはら台モール店     | 8:00 - 20:00  | 2020年（令和2年）5月25日 |      |
| カットビースタイルもりまちちはら台モール店 | 10:00 - 19:30 |                          |      |
| ちはら台もりまち整骨院                     |               |                          |      |
| コスモ石油S&CCSちはら台                    |               |                          |      |
| クリーニング専科ちはら台南店               | 8:00 - 20:00  |                          |      |
| （仮）湯舞音市原ちはら台店                 | 未定          | 未定                     |      |

## アクセス
- 京成千原線ちはら台駅